# N292 (België)
De N292 is een gewestweg die in de Belgische stad Leuven de N2 en de N3 verbindt. Langs de N292 ligt het station van Leuven. De weg heeft 2x1 rijstroken en heeft een lengte van iets meer dan 1 kilometer.

## Straatnamen
De N292 heeft de volgende straatnamen:
- Martelarenlaan
- Oude Diestsesteenweg
- Spoordijk